# Albert Moll
Pour les articles homonymes, voir Moll.

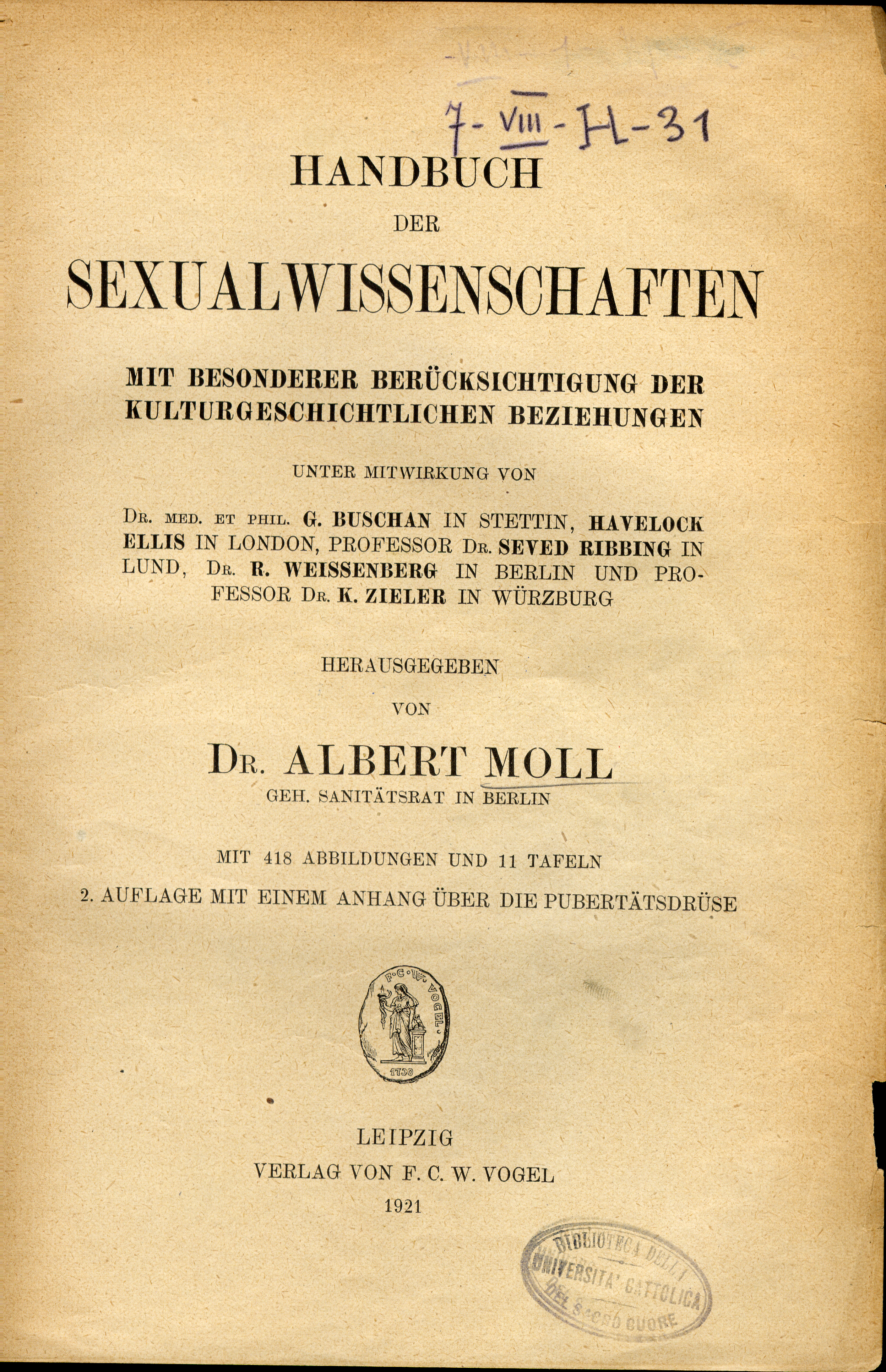
Livre publié par Albert Moll en 1921.

Albert Moll, né à Lissa, arrondissement de Fraustadt le 4 mai 1862 décédé à Berlin le 23 septembre 1939, est un psychiatre allemand qui fut un des pionniers et créateurs de la sexologie austro-germanique avec Iwan Bloch et Magnus Hirschfeld.
Il pensait que la sexualité se divisait en deux parties distinctes : l'attraction sexuelle et la stimulation sexuelle.
Il a été aussi un debunker des médiums spirites, et a écrit l'ouvrage Der Spiritismus (1924) qui lui a valu d'être attaqué en justice par une médium, Maria Vollhardt, mais il sera acquitté.